# Associação Esportiva Real
L'Associação Esportiva Real és un club de futbol brasiler de la ciutat de São Luiz do Anauá a l'estat de Roraima.

## Història
El Real va ser fundat l'11 de maig de 2006. Després d'esdevenir professional el 2011, participà en el Campionat roraimense del mateix any, esdevenint campió.

## Estadi
El club disputa els seus partits a l'Estadi Municipal de São Luiz do Anauá. Té una capacitat màxima per a 3.000 espectadors.

## Palmarès
- Campionat roraimense:
  - 2011